# Viracocha
Viracocha (kečua. Apu Qun Tiqsi Wiraqutra, također Con Ticci Viracocha), prema mitologiji Inka, božanski stvoritelj svijeta. Spominje se u civilizacijama koje su prethodile Inkama, a kasnije je apsorbiran u panteon Inka.
Prema mitologiji, Viracocha je stvorio Sunce i Mjesec od otoka na jezeru Titicaca. Također, stvorio je sva ostala božanstva, Zemlju, nebo i sva živa bića. Nakon što je dovršio posao stvaranja, lutao je svijetom i podučavao ljude vještinama i civilizaciji. Prema vjerovanju, naposljetku je došao do Tihog oceana i zaputio se preko mora na zapad, obečavši da će se jednoga dana vratiti.
Ponekad se prikazuje kao starac s bradom, koja simbolizira vodena božanstva, odijeven u dugo ruho i sa štapom u ruci.